# 中司宏
中司 宏（なかつか ひろし、1956年（昭和31年）3月11日 - ）は、日本の政治家。日本維新の会所属の衆議院議員（2期）、日本維新の会幹事長（第5代）。
大阪府枚方市長（第14・15・16・17代）、大阪府市長会会長（2期）、大阪府議会議員（4期）、全国青年市長会会長、環境自治体サミット共同代表、道路整備促進期成同盟会全国協議会（道全協）会長などを歴任。

## 略歴
1956年3月1日、大阪府枚方市で誕生。枚方市で育つ。うみのほし幼稚園、枚方市立殿山第二小学校、枚方市立第三中学校、大阪府立寝屋川高等学校、早稲田大学第一文学部卒業。
卒業後、産経新聞社に入社し、京都支局を経て東京本社政治部記者となる。政治部記者時代は、中曽根康弘首相、自由民主党（田中派・竹下派）などを担当。
1987年4月、大阪府議会議員選挙に自民党公認で立候補し、初当選。1993年7月まで2期6年務める。
1993年7月、第40回衆議院議員総選挙に旧大阪7区から自由民主党公認で立候補したが、同党現職の北川石松との票割れにより落選。
1995年4月、枚方市長選挙に無所属で立候補し、当選（連続4回当選）。
2007年9月、競売入札妨害罪で大阪地検特捜部に逮捕され、市長を辞職（後述）。
2009年12月から2010年11月まで、大阪府柏原市の岡本泰明市長の招きにより、同市のまちづくり戦略会議議長（非常勤職員）に就任し、事業仕分けなどを担当。
2011年8月、枚方市長選挙に立候補するが、次点で落選。
2015年4月、大阪府議会議員選挙で無所属で立候補し、当選。当選後は大阪維新の会へ府議会会派入りをする。
2019年4月、府議選で再選。
2020年3月、次期衆議院議員総選挙の日本維新の会の候補予定者として、大阪11区支部長に就任。
2021年10月5日付で大阪府議会議員を辞職。10月31日の第49回衆議院総選挙に大阪11区から立候補し、自民党現職の佐藤ゆかりと立憲民主党現職の平野博文を破り、初当選した。佐藤と平野は比例復活もかわなず議席を失った。
2024年10月27日の第50回衆議院議員総選挙で自民党と共産党の新人を破り再選。2025年8月12日、日本維新の会幹事長に就任。

## 枚方市長として
39歳で枚方市長に立候補､初当選。以来、12年間枚方市長を務めた。全国に先駆けてマニフェストによる市政運営を行い、マニフェストの実現度を市民がチェックする全国初の「マニフェスト検証評価大会」を2度にわたって実施した｡ 市長就任後、直ちに作成した行革大綱に沿って人件費の適正化や、事務事業の見直し等を行い、財政の健全化を行い実質収支の黒字転換等に一定の成果をあげた。また、情報公開制度等を導入し行政の透明化に力を入れた。 

### 不祥事
2005年に枚方市が行った第二清掃工場の建設に伴う入札（制限型一般競争入札）において、大阪地検特捜部が2007年、官製談合の疑いで強制捜査に着手。
2007年7月31日　競売入札妨害罪で大阪府警警部補、工事を受注した大林組の役員らとともに大阪地検特捜部に逮捕、起訴され、同年9月10日に辞職。
2009年4月28日、大阪地方裁判所は懲役1年6か月、執行猶予3年（求刑懲役2年）の有罪判決を言い渡した。中司は即日控訴したが、2010年11月大阪高裁で控訴棄却、2013年2月に最高裁で上告が棄却され有罪が確定した。

### 冤罪主張
中司自身は、一貫して事実誤認による冤罪を主張しており、検察の取り調べについて批判している。また、同事件の共犯者として起訴された当時の副市長・小堀恒隆は無罪判決が確定しており、後に元検事総長の但木敬一は「検察のあり方検討会議」に出席した際、小堀に謝罪している。

### 名誉毀損問題
日本経済新聞が2007年7月6日付朝刊で、中司がゼネコンから接待を頻繁に受けていたとする内容の記事を掲載したが、中司は「この記事は虚偽である」として、2010年に大阪地方裁判所に訴訟を提起。
2012年6月15日、同地裁は「取材内容はお粗末だ」などとして名誉棄損を認め、中司に対し600万円を支払うよう、日本経済新聞社に命じた。この判決は双方が不服として控訴したが、大阪高等裁判所は和解を勧告し、11月9日に和解が成立、日経側が解決金として400万円を支払うこととなった。この裁判を通して、日経の取材が不十分であったことと同時に、検察幹部が取材に対してミスリードする発言をしていたことが明らかになった。

## 旧統一教会との関係
2022年8月2日、日本維新の会国会議員団が発表した「世界平和統一家庭連合（旧統一教会）および関連団体との関わりについての調査」において、世界平和統一家庭連合の関連団体である世界平和女性連合のイベントに出席していたことが公表された。

## 選挙歴
| 当落 | 選挙                     | 執行日         | 年齢 | 選挙区        | 政党         | 得票数     | 得票率 | 定数 | 得票順位 /候補者数 | 政党内比例順位 /政党当選者数 |
| ---- | ------------------------ | -------------- | ---- | ------------- | ------------ | ---------- | ------ | ---- | ------------------ | ---------------------------- |
| 当   | 1987年大阪府議会議員選挙 | 1987年4月12日  | 31   | 枚方市選挙区  | ーー         | ーー票     | ーー   |      | /                  | /                            |
| 当   | 1991年大阪府議会議員選挙 | 1991年4月7日   | 35   | 枚方市選挙区  | ーー         | ーー票     | ーー   |      | /                  | /                            |
| 落   | 第40回衆議院議員総選挙   | 1993年07月18日 | 37   | 旧大阪府第7区 | 自由民主党   | 5万1611票  | 9.08%  | 3    | 6/7                | /                            |
| 当   | 1995年枚方市長選挙       | 1995年4月23日  | 39   | ーー          | 無所属       | ーー票     | ーー   | 1    | 1/                 | /                            |
| 当   | 1999年枚方市長選挙       | 1999年4月25日  | 43   | ーー          | 無所属       | 11万9243票 | 80.24% | 1    | 1/2                | /                            |
| 当   | 2003年枚方市長選挙       | 2003年4月27日  | 47   | ーー          | 無所属       | 11万1827票 | 80.74% | 1    | 1/3                | /                            |
| 当   | 2007年枚方市長選挙       | 2007年4月22日  | 51   | ーー          | 無所属       | 10万2492票 | 69.98% | 1    | 1/4                | /                            |
| 落   | 2011年枚方市長選挙       | 2011年8月28日  | 55   | ーー          | 無所属       | 4万2649票  | 36.70% | 1    | 2/5                | /                            |
| 当   | 2015年大阪府議会議員選挙 | 2015年4月12日  | 59   | 枚方市選挙区  | 無所属       | 2万8642票  | 19.48% | 4    | 2/6                | /                            |
| 当   | 2019年大阪府議会議員選挙 | 2019年4月7日   | 63   | 枚方市選挙区  | 大阪維新の会 | 5万4911票  | 33.19% | 4    | 1/6                | /                            |
| 当   | 第49回衆議院議員総選挙   | 2021年10月31日 | 65   | 大阪府第11区  | 日本維新の会 | 10万5746票 | 44.69% | 1    | 1/3                | /                            |
| 当   | 第50回衆議院議員総選挙   | 2024年10月27日 | 68   | 大阪府第11区  | 日本維新の会 | 11万5411票 | 55.57% | 1    | 1/3                | /                            |